# Кохунлич
Кохунлич, Kohunlich, на современном юкатекском языке — Шлабчеэн, X-làabch’e’en — крупное археологическое городище цивилизации майя, расположенное на полуострове Юкатан примерно в 25 км к востоку от региона Рио-Бек, примерно в 65 км к западу от Четумаля по шоссе 186, и в 9 км к югу от дороги. Современное испанское название не связано с языком майя, а представляет собой искажённое английское Cohune Ridge (перевал Кохун).
Город был тщательно спланирован и построен. В нём имелись платформы-возвышения, пирамиды, цитадели, площадки для игры, площади, окружённые дворцовыми платформами. Имелась также дренажная система с цистернами и огромным резервуаром для сбора воды.
Место, где находился Кохунлич, было заселено с 200 г. до н. э., однако большинство зданий были сооружены в раннеклассический период 250—600 гг. н. э. Многие из зданий в настоящее время заросли крупными деревьями. Предполагается, что город был региональным центром и перевалочным пунктом на пересечении торговых дорог через юг полуострова Юкатан от Кампече, Рио-Бек и городов на восточном побережье до юга — региона Эль-Петен на территории современных Гватемалы и Белиза.
Достопримечательностью Кохунлича является Пирамида Масок в честь солнечного божества, где имеются 6 гигантских масок из штукатурки по бокам центральной лестницы.